# Corinne Stoddard
Corinne Laine Stoddard (* 15. August 2001 in Seattle) ist eine US-amerikanische Shorttrackerin und ehemalige Eisschnellläuferin.

## Werdegang
Stoddard begann im Alter von zehn Jahren mit dem Eisschnelllauf und trat international erstmals bei den Juniorenweltmeisterschaften 2018 in Salt Lake City in Erscheinung. Ihre beste Platzierung dort war jeweils der siebte Platz im Teamsprint und in der Teamverfolgung. Nach der Saison 2017/18 wechselte sie zum Shorttrack und nahm zu Beginn der Saison 2018/19 in Calgary erstmals am Shorttrack-Weltcup teil, wobei sie jeweils den 29. Platz über 500 m und 1000 m sowie den neunten Platz mit der Staffel errang. Bei den folgenden Juniorenmeisterschaften in Montreal kam sie auf den 20. Platz über 1500 m, auf den 11. Rang über 1000 m und jeweils auf den fünften Platz über 500 m sowie mit der Staffel. In der Saison 2019/20 belegte sie bei den Vier-Kontinente-Meisterschaften 2020 in Montreal den 15. Platz im Mehrkampf sowie den vierten Rang mit der Staffel und bei den Juniorenweltmeisterschaften 2020 in Bormio den 11. Platz mit der Staffel sowie den sechsten Rang über 1500 m. Zudem gewann sie dort die Bronzemedaille über 500 m und die Silbermedaille über 1000 m. Im Weltcup erreichte sie im Dezember 2019 in Shanghai mit dem dritten Platz mit der Staffel ihre erste Podestplatzierung im Weltcup. Bei den Shorttrack-Weltmeisterschaften 2021 in Rotterdam lief sie auf den 32. Platz im Mehrkampf sowie auf den siebten Rang mit der Staffel und im folgenden Jahr bei den Olympischen Winterspielen in Peking auf den 32. Platz über 500 m, auf den 18. Rang über 1500 m, jeweils auf den achten Platz in der Staffel sowie in der Mixed-Staffel sowie auf den siebten Platz über 1000 m. 
In der Saison 2022/23 wurde Stoddard mit zehn Top-Zehn-Platzierungen, darunter Platz drei über 1000 m in Almaty, Siebte im Weltcup über 500 m sowie Fünfte im Weltcup über 1000 m. Zudem errang sie beim Weltcup in Salt Lake City den dritten Platz mit der Mixed-Staffel. Dort holte sie bei den Vier-Kontinente-Meisterschaften 2022 die Bronzemedaille mit der Staffel und die Goldmedaille mit der Mixed-Staffel. Außerdem gewann sie bei den Winter World University Games 2023 in Lake Placid die Bronzemedaille mit der Staffel. Beim Saisonhöhepunkt, den Shorttrack-Weltmeisterschaften 2023 in Seoul, kam sie auf den 15. Platz über 1000 m, auf den achten Rang mit der Staffel, jeweils auf den siebten Platz über 1500 m sowie mit der Mixed-Staffel und auf den fünften Platz über 500 m. Nachdem Plätzen drei über 1500 m und zwei mit der Staffel in Montreal zu Beginn der Saison 2023/24, wurde sie mit der Staffel viermal Dritte und holte in Dresden mit der Mixed-Staffel ihren ersten Weltcupsieg. In den Einzelrennen kam sie zweimal auf den zweiten sowie dreimal auf den dritten Platz und erreichte damit den fünften Platz im Gesamtweltcup, den vierten Rang im Weltcup über 1500 m sowie den dritten Platz im Weltcup über 1000 m. Bei den Shorttrack-Weltmeisterschaften 2024 in Rotterdam belegte sie den siebten Platz über 1000 m und holte über 1500 m sowie mit der Mixed-Staffel jeweils die Bronzemedaille und mit der Staffel die Silbermedaille.

## Persönliche Bestzeiten
| Distanz | Zeit         | Datum            | Ort       |
| ------- | ------------ | ---------------- | --------- |
| 500 m   | 42,543 s     | 12. Februar 2023 | Dordrecht |
| 1000 m  | 1:27,528 min | 9. Februar 2022  | Peking    |
| 1500 m  | 2:19,931 min | 23. Oktober 2021 | Peking    |

## Erfolge

### Olympische Spiele
- 2022 Peking: 7. Platz 1000 m, 8. Platz Mixed-Staffel, 8. Platz Staffel, 18. Platz 1500 m, 32. Platz 500 m

### Weltmeisterschaften
- 2021 Rotterdam: 7. Platz Staffel, 19. Platz 500 m, 32. Platz Mehrkampf
- 2023 Seoul: 5. Platz 500 m, 7. Platz 1500 m, 7. Platz Mixed-Staffel, 8. Platz Staffel, 15. Platz 1000 m
- 2024 Rotterdam: 2. Platz Staffel, 3. Platz Mixed-Staffel, 3. Platz 1500 m, 7. Platz 1000 m

### Vier-Kontinente-Meisterschaften
- 2020 Montreal: 4. Platz Staffel, 11. Platz 1500 m, 12. Platz 1000 m, 15. Platz Mehrkampf
- 2023 Salt Lake City: 1. Platz Mixed-Staffel, 3. Platz Staffel, 5. Platz 500 m, 10. Platz 1000 m, 14. Platz 1500 m

### Platzierungen im Weltcup

#### Weltcupsiege

##### Weltcupsiege im Einzel
| Nr. | Datum            | Ort    | Disziplin |
| --- | ---------------- | ------ | --------- |
| 1.  | 8. Dezember 2024 | Peking | 1500 m    |

##### Weltcupsiege im Team
| Nr. | Datum            | Ort       |
| --- | ---------------- | --------- |
| 1.  | 10. Februar 2024 | Dresden 1 |

#### Weltcup-Gesamtplatzierungen
| Saison  | Gesamt | Gesamt | 500 m  | 500 m | 1000 m | 1000 m | 1500 m | 1500 m |
| Saison  | Punkte | Platz  | Punkte | Platz | Punkte | Platz  | Punkte | Platz  |
| ------- | ------ | ------ | ------ | ----- | ------ | ------ | ------ | ------ |
| 2018/19 | –      | –      | 199    | 50.   | 19     | 99.    | 166    | 54.    |
| 2019/20 | –      | –      | 115    | 52.   | 189    | 62.    | 2.954  | 31.    |
| 2021/22 | –      | –      | 2.466  | 19.   | 1.939  | 19.    | 1.767  | 22.    |
| 2022/23 | 546    | 10.    | 280    | 7.    | 266    | 5.     | –      | –      |
| 2023/24 | 791    | 5.     | –      | –     | 372    | 3.     | 419    | 4.     |
| 2024/24 | 948    | 3.     | 194    | 8.    | 370    | 2.     | 360    | 3.     |